# بتی ویلیامز (برنده جایزه نوبل)
بتی ویلیامز (انگلیسی: Betty Williams؛ زاده ۲۲ مهٔ ۱۹۴۳ – درگذشته ۱۷ مارس ۲۰۲۰) یک شهروند اهل بریتانیا بود که برنده جایزه صلح نوبل شد. او یکی از همکاران مایرید کوریگان در جایزه صلح نوبل بود در سال ۱۹۷۶ برای کار خود به عنوان یک مؤسس جامعه ملل صلح، که سازمانی برای ارتقای حل و فصل صلح‌آمیز مناقشات در ایرلند شمالی است.